# Zachaenus carvalhoi
Zachaenus carvalhoi es una especie de anfibio anuro de la familia Cycloramphidae.
Es  endémica del sudeste de Brasil, en los estados de Espirito Santo y Minas Gerais.